# Itaimbezinho

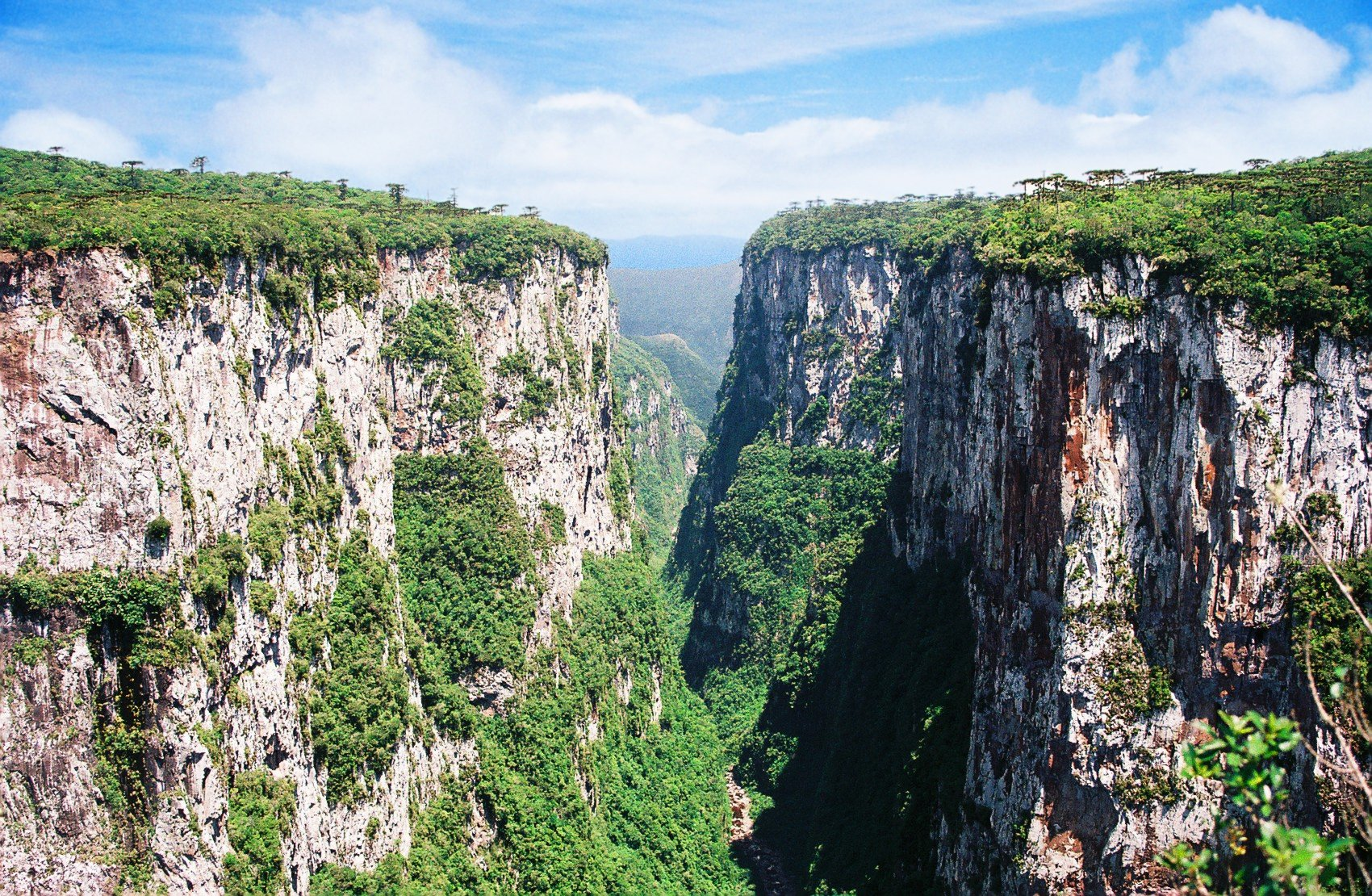
Cânion Itaimbezinho

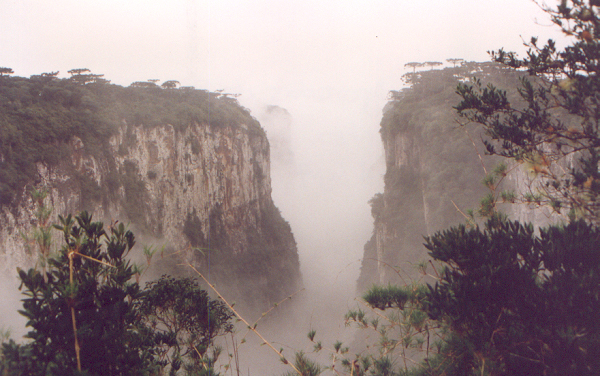
Aussicht auf den Itaimbezinho

Itaimbezinho ist ein natürlicher Felscanyon im Norden des brasilianischen Bundesstaates Rio Grande do Sul ca. 170 km nordöstlich von Porto Alegre. 
Der Itaimbezinho hat eine Länge von 5,8 km eine Breite an der breitesten Stelle von 2 km und eine Höhe von ca. 700 Metern. Er gehört zum Nationalpark Aparados da Serra, welcher in den Bundesstaat Santa Catarina hinüberreicht.
Der Name Itaimbezinho kommt aus dem Tupí-Guarani = Ita (Stein) e Aí'be (scharf).